# Arina Averina
Arina Alekseevna Averina (in russo Арина Алексеевна Аверина?; Zavolž'e, 13 agosto 1998) è un'ex ginnasta russa.
Anche soprannominata Arisha, è la sorella gemella di Dina Averina, anche lei pluricampionessa di ginnastica ritmica.

## Biografia
Figlia di Ksenija Averina e Aleksej Averin, Arina comincia nel 2002, a quattro anni, a praticare ginnastica ritmica, disciplina praticata sia dalla sua gemella Dina Averina che dalla sorella maggiore,Polina Averina, anche se sua madre avrebbe preferito che le due gemelle facessero danza.
Nel 2011 partecipa a un bilaterale junior Russia-Cina e si classifica in quinta posizione. Nel 2012 arriva undicesima ai Nazionali Russi. Alla Venera Cup di Eilat, in Israele, vince il bronzo nell'all-around, l'argento nel cerchio e altri tre bronzi a palla, clavette e nastro. Alla MTM Cup di Lubiana vince l'oro nella gara a squadre (con la gemella Dina e Aleksandra Soldatova). Nel 2013 arriva quinta ai Nazionali Russi. Alla Happy Caravan Cup di Tashkent vince l'oro con Dina Averina. Alla Spartakiada arriva seconda. Tra il 2014 e il 2015 partecipa a diversi Grand Prix e Tornei Internazionali, mentre nel 2016 inizia a prendere parte anche alle World Cup vincendo diverse medaglie.
Nel 2017 diventa una delle ginnaste di punta della Russia con Dina Averina e Aleksandra Soldatova, in seguito al ritiro di Jana Kudrjavceva e Margarita Mamun. Partecipa a diverse World Cup, Grand Prix, e quindi agli Europei di Budapest 2017 collezionando complessivamente tre medaglie d'oro (nella gara a squadre con Dina, Soldatova e la squadra junior, alla palla e alle clavette). Partecipa ai World Games di Breslavia vincendo l'oro in tutte le specialità, eccezion fatta per le clavette, in cui arriva terza dietro alla sorella e a Linoy Ashram. In seguito si laurea vicecampionessa mondiale, dietro la sorella Dina, ai campionati di Pesaro 2017, salendo sul podio anche in tutte e quattro le finali di attrezzo (oro a palla e nastro, argento al cerchio e bronzo alle clavette).
Nel 2018 continua a partecipare a diverse tappe di gare internazionali, portando a casa risultati importanti. Vince il titolo di campionessa europea dopo essersi aggiudicata il concorso generale a Guadalajara davanti alla sorella Dina Averina e a Kacjaryna Halkina. Poi, insieme alla sorella Dina e ad Aleksandra Soldatova, vince la gara a squadre ai Mondiali di Sofia, guadagnando anche due medaglie di bronzo con il cerchio e con le clavette.

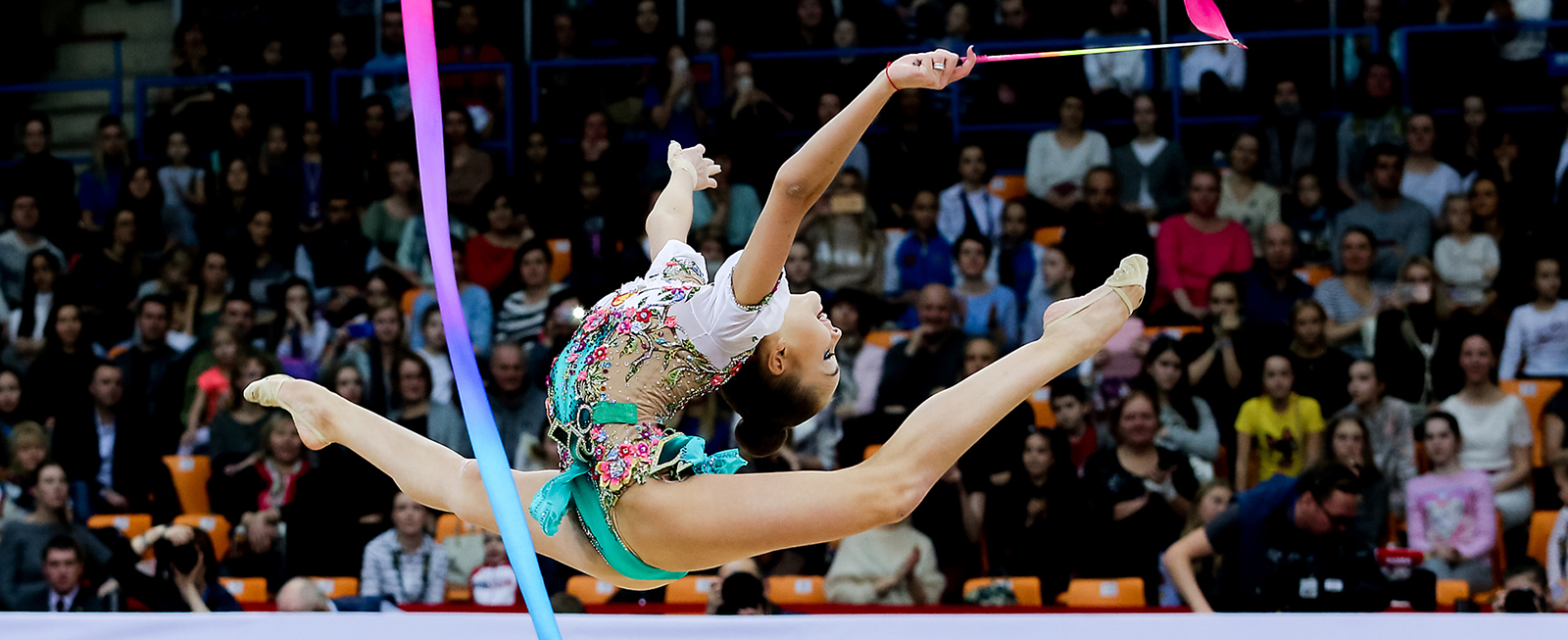
Arina Averina al Grand Prix di Mosca del 2017

Agli Europei di Baku 2019, sempre insieme alla sorella Dina e alla Soldatova, con l'aggiunta della squadra russa juniores, vince la medaglia d'oro nel concorso a squadre e da individualista si aggiudica pure i titoli continentali con la palla (davanti alla Soldatova) e con le clavette (davanti a Dina Averina).
Ai Nazionali Russi del 2019 Arina è la prima ginnasta nel quadriennio 2017-2020 a prendere un punteggio di 24.000 punti. Sempre all'interno della stessa competizione, Arina vince il titolo davanti alla sorella Dina Averina e a Karina Kuznetsova, con un totale che supera i 93.000 punti. Alla World Challenge Cup di Minsk vince l'argento all-around dietro alla sorella e davanti a Linoy Ashram con il punteggio di 91.950 punti. Vince l'argento anche nelle finali di cerchio, palla e nastro, mentre alle clavette è terza. Alla World Challenge Cup di Kazan' vince quattro argenti sempre dietro alla gemella (all-around, palla, clavette e nastro) e un oro, al cerchio.
Ai Mondiali di Baku 2019, con 91.100 punti, si piazza al secondo posto dietro la sorella Dina (91.400) e davanti l'israeliana Linoy Ashram (89.700). Inoltre si qualifica alle finali della palla, dove termina in seconda posizione dietro la gemella, e alla finale delle clavette dove resta fuori dal podio classificandosi quarta. Insieme a Dina Averina e ad Ekaterina Seleznëva vince l'oro nella gara a squadre con la Russia.
Nel 2020 partecipa a poche gare (causa COVID-19), tra le quali il Grand Prix di Tartu, dove si aggiudica 5 ori, ed i nazionali russi, dove si classifica prima per il secondo anno di fila. Inoltre partecipa a diversi tornei online, dove vince diverse medaglie.
Nel 2021 gareggia al Grand Prix di Mosca e si classifica seconda, dietro la sorella Dina, ed ai nazionali russi, dove arriva al primo posto per il terzo anno consecutivo. 
A giugno, agli europei di Varna, vince il concorso generale davanti a Boryana Kaleyn e alla sorella Dina.
Alle Olimpiadi di Tokyo 2020, si piazzò quarta sfiorando il podio, principalmente a causa di un nodo al nastro nella finale olimpica. Successivamente dichiara insieme alla gemella Dina il continuo della sua carriera sportiva fino alle Olimpiadi di Parigi 2024.

## Palmarès

### Campionati mondiali
| Anno | Città  | Risultato | Specialità         |
| ---- | ------ | --------- | ------------------ |
| 2017 | Pesaro | Argento   | Cerchio            |
| 2017 | Pesaro | Oro       | Palla              |
| 2017 | Pesaro | Bronzo    | Clavette           |
| 2017 | Pesaro | Oro       | Nastro             |
| 2017 | Pesaro | Argento   | All-Around         |
| 2018 | Sofia  | Bronzo    | Cerchio            |
| 2018 | Sofia  | Bronzo    | Clavette           |
| 2018 | Sofia  | Oro       | Concorso a squadre |
| 2019 | Baku   | Argento   | Palla              |
| 2019 | Baku   | Oro       | Concorso a squadre |
| 2019 | Baku   | Argento   | All-Around         |

### Campionati europei
| Anno | Città       | Risultato | Specialità         |
| ---- | ----------- | --------- | ------------------ |
| 2017 | Budapest    | Oro       | Palla              |
| 2017 | Budapest    | Oro       | Clavette           |
| 2017 | Budapest    | Oro       | Concorso a squadre |
| 2018 | Guadalajara | Oro       | All-Around         |
| 2019 | Baku        | Oro       | Palla              |
| 2019 | Baku        | Oro       | Clavette           |
| 2019 | Baku        | Oro       | Concorso a squadre |

### Giochi mondiali
| Anno | Città     | Risultato | Specialità |
| ---- | --------- | --------- | ---------- |
| 2017 | Breslavia | Oro       | Cerchio    |
| 2017 | Breslavia | Oro       | Palla      |
| 2017 | Breslavia | Bronzo    | Clavette   |
| 2017 | Breslavia | Oro       | Nastro     |

### Coppa del Mondo
| Anno | Città       | Risultato | Specialità |
| ---- | ----------- | --------- | ---------- |
| 2016 | Lisbona     | Argento   | Nastro     |
| 2016 | Lisbona     | Oro       | All-Around |
| 2016 | Sofia       | Bronzo    | Cerchio    |
| 2016 | Sofia       | Bronzo    | Clavette   |
| 2017 | Tashkent    | Oro       | Cerchio    |
| 2017 | Tashkent    | Oro       | Palla      |
| 2017 | Tashkent    | Oro       | Nastro     |
| 2017 | Tashkent    | Argento   | All-Around |
| 2017 | Baku        | Oro       | Cerchio    |
| 2017 | Baku        | Argento   | Palla      |
| 2017 | Baku        | Bronzo    | Clavette   |
| 2017 | Baku        | Argento   | Nastro     |
| 2017 | Baku        | Oro       | All-Around |
| 2017 | Kazan'      | Argento   | Cerchio    |
| 2017 | Kazan'      | Oro       | Palla      |
| 2017 | Kazan'      | Argento   | Clavette   |
| 2017 | Kazan'      | Oro       | Nastro     |
| 2017 | Kazan'      | Argento   | All-Around |
| 2018 | Pesaro      | Oro       | Cerchio    |
| 2018 | Pesaro      | Bronzo    | Nastro     |
| 2018 | Guadalajara | Oro       | Cerchio    |
| 2018 | Guadalajara | Oro       | Clavette   |
| 2018 | Guadalajara | Bronzo    | Nastro     |
| 2018 | Guadalajara | Bronzo    | All-Around |
| 2019 | Pesaro      | Oro       | Cerchio    |
| 2019 | Pesaro      | Oro       | Palla      |
| 2019 | Pesaro      | Argento   | All-Around |
| 2019 | Baku        | Argento   | Clavette   |
| 2019 | Baku        | Bronzo    | Nastro     |
| 2019 | Baku        | Argento   | All-Around |
| 2019 | Minsk       | Argento   | All-Around |
| 2019 | Minsk       | Argento   | Cerchio    |
| 2019 | Minsk       | Argento   | Palla      |
| 2019 | Minsk       | Bronzo    | Clavette   |
| 2019 | Minsk       | Argento   | Nastro     |
| 2019 | Kazan'      | Argento   | All-Around |
| 2019 | Kazan'      | Oro       | Cerchio    |
| 2019 | Kazan'      | Argento   | Palla      |
| 2019 | Kazan'      | Argento   | Clavette   |
| 2019 | Kazan'      | Argento   | Nastro     |

## Informazioni sulle musiche utilizzate nelle routine
| Anno | Attrezzo         | Musica                                                                        |
| ---- | ---------------- | ----------------------------------------------------------------------------- |
| 2019 | Cerchio          | Don Chisciotte di Nayden Todorov & Sofia National Opera Orchestra             |
| 2019 | Palla            | Funiculì, Funiculà di Russle Watson                                           |
| 2019 | Clavette         | Summer Wenzel del Moiseyev Ballet                                             |
| 2019 | Nastro (secondo) | Svadba di Muslim Magomaev                                                     |
| 2019 | Nastro (primo)   | No.12 In Do Minore Revolutionary di Maurizio Pollini                          |
| 2019 | Gala             | "Lash out" di Alice Merton                                                    |
| 2018 | Cerchio          | "La Bayadere" (Atto 2 No. 29) di Richard Bonynge e English Chamber Orchestra  |
| 2018 | Palla (seconda)  | "Toy" di Netta                                                                |
| 2018 | Palla (prima)    | "Architect of the mind" di Kerry Muzzey                                       |
| 2018 | Clavette         | "Largo al factotum" di Pietro Spagnoli                                        |
| 2018 | Nastro           | "L'uccello di fuoco" di Igor Stravinskij                                      |
| 2017 | Cerchio          | "The subdual of the fire" di Andrey Petrov                                    |
| 2017 | Palla            | "La felicità" di Simona Molinari e Peter Cincotti                             |
| 2017 | Clavette         | "Life is life" di Opus                                                        |
| 2017 | Nastro           | "Csardas" di Roby Lakatos                                                     |
| 2017 | Gala (secondo)   | "L'uccello di fuoco" di Igor Stravinskij                                      |
| 2017 | Gala (primo)     | "Me Too" di Meghan Trainor                                                    |
| 2016 | Cerchio          | "Soul Sacrifice" di Santana                                                   |
| 2016 | Palla            | "Hava Nagila" della London Festival Orchestra and Chorus                      |
| 2016 | Clavette         | "Akh Vy Seni Moi Seni" di Marina Devyatova                                    |
| 2016 | Nastro           | "Paquita: Pas de deux" della London Symphony Orchestra                        |
| 2015 | Cerchio          | "Asturias" di Isaac Albeniz                                                   |
| 2015 | Palla            | "ACT III" (la variazione di Quiteria)                                         |
| 2015 | Clavette         | "Akh Vy Seni Moi Seni" di Marina Devyatova                                    |
| 2015 | Nastro           | ?                                                                             |
| 2014 | Cerchio          | "Volare", "Bang Bang", "Quien Como Tu" di JJ Vianello, Tito Nieves, Enzo Diaz |
| 2014 | Palla            | "Capone" di Ronan Hardiman                                                    |
| 2014 | Clavette         | "Livin' la vida loca" di Ricky Martin                                         |
| 2014 | Nastro           | "Rio Rita" by Dj Valer Orchestra                                              |